# Нанда (актриса)
Нанда (англ. Nanda маратхі नंदा; нар. 8 січня 1939 — пом. 25 березня 2014 року) — індійська акторка. За майже строкарічну кар'єру знялася в майже 70 фільмах на гінді та маратхі. Володарка Filmfare Award за найкращу жіночу роль другого плану.

## Життєпис
Нанда народилася 8 січня 1939 році в родині, що говорить на маратхі, в місті Колхапур (нині індійський штат Махараштра). Її батьками були актор і режисер Вінаяк Дамодар Карнатакі (відомий як Майстер Вінаяк) та акторка Мінакші. У Нанди було два брати й сестра. Її дядько по батькові — знаменитий режисер В. Шантарам. Її брат, режисер Джайпракаш Карнатакі, одружився з акторкою Джайшрою Т..
Батько Нанди помер, коли їй було 8 років. Щоб підтримати сім'ю матеріально, дівчинка почала зніматися в кіно в дитячих ролях. Вона з'явилася в таких фільмах, як Mandir (1948) і Jagriti (1954), під псевдонімом Бебі Нанда. Свою першу дорослу роль вона зіграла в 1956 році у фільмі свого дядька Toofan Aur Deeya. Однак ще довгий час вона виконувала в основному ролі другого плану в таких фільмах, як "Квітка в пилу" та «Чорний ринок», через що отримала прізвисько «молодша сестричка» (гінді Chhoti Bahen). І тільки роль в однойменному фільмі в парі з Балрадж Сахні зробила її зіркою.
Досягнувши успіху як допоміжна акторка на початку кар'єри, в більш пізні роки Нанда завоювала визнання і популярність як провідна акторка Боллівуду. Вона знімалася у всіх жанрах від романтичних фільмів, таких як «Нас двоє» (1961), до трилерів, наприклад «Містерія» (1965). Але найвідоміша її роль — Рита Кханна у фільмі «Коли розпускаються квіти» (Jab Jab Phool Khile, 1965) в парі з Шаші Капуром. Після успіху цього фільму вони знімалися разом ще 7 разів, що було найдовшим прикладом співпраці як у його, так і в її кар'єрі.
Наприкінці 1960-х вона знялася разом з новачком Раджешем Кханна в саспенс — драмі Ittefaq (1969), яка принесла їй номінацію на Filmfare Award за найкращу жіночу роль. Нанда також чотири рази була номінована на Filmfare за ролі у фільмах Bhabhi (1957), Aanchal (1960), «Крок за кроком» (1981) і «Любовна недуга» (1982). Але тільки Aanchal приніс їй нагороду.

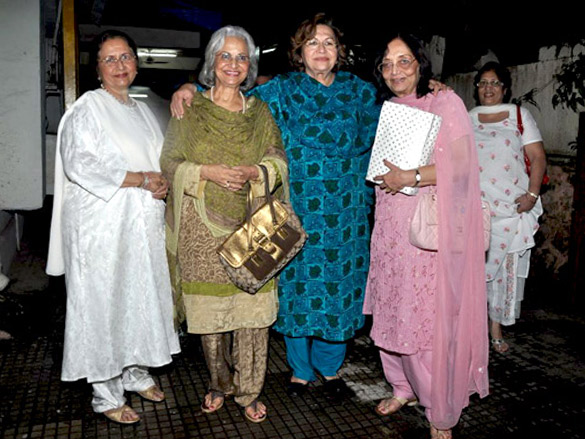
Нанда (зліва), Вахіда Рехман, Хелен і Садхана в 2010 році

Зігравши невелику роль у фільмі Маноджа Кумара «Шум» у 1972 році, Нанда стала зніматися в кіно значно рідше. Після перерви в 1974—1980 роках вона перейшла з головних ролей на ролі матерів. У своїх трьох останніх фільмах «Крок за кроком», «Любовна недуга» та «Чорнороб» (1983) вона виконала роль матері героїні Падміні Колхапуре, після чого припинила зніматися.
18 червня 1992 року Нанда заручилася з режисером Манмоханом Десаї. Однак через два роки Десаї загинув, і Нанда до кінця життя залишалася неодруженою. Серед колег вона підтримувала дружні стосунки з акторками Вахідою Рехман, Хелен і Малою Сінха.
Нанда померла в результаті серцевого нападу о 8:30 ранку у вівторок 25 березня 2014 року в своєму будинку в Андхері, передмісті Мумбаї  Останні обряди були виконані о четвертій вечора того ж дня в крематорії Oshiwari.

## Нагороди та номінації
Filmfare Awards
- 1958 — номінація Найкраща жіноча роль другого плану — Bhabhi[12]
- 1961 — Найкраща жіноча роль другого плану — Aanchal[4]
- 1970 — номінація Найкраща жіноча роль — Ittefaq
- 1982 — номінація Найкраща жіноча роль другого плану — «Крок за кроком»
- 1983 — номінація Найкраща жіноча роль другого плану — «Любовний недуга»